# 許光漢 (專輯)
《許光漢》是臺灣男演員、歌手許光漢的首張個人錄音室專輯，由何樂音樂發行，專輯於2021年10月31日開始預購，音源於同年12月7日在各大音樂平臺上線，實體專輯於同月17日正式發行。該張專輯是許光漢加盟何樂音樂後，以歌手身份所發行的首張作品，由曾獲金曲獎最佳專輯製作人獎的陳建騏擔任專輯製作人。
專輯視覺由新銳設計師Yii Ooi、新銳攝影師陳柏諺操刀，並與多位影像藝術家合作拍攝；專輯裝幀由曾入圍金曲獎最佳裝幀設計獎的新銳設計師楊士慶操刀。專輯在2020上半年即開案，並預計於2020年底發行，但受嚴重特殊傳染性肺炎疫情影響，導致專輯進度推遲一年。2022年，許光漢以該張專輯入圍第33屆金曲獎最佳新人獎。

## 背景與發行
2020年6月，正式宣布許光漢加入何樂音樂，並進入專輯開案籌劃及收歌階段。同年10月，以數位形式發布首支單曲〈別再想見我〉。何樂音樂於2021年10月31日許光漢生日當天發布專輯的發行預告，並同步展開預購，預購隨專輯附贈三款隨機一比一真人尺寸特大畫報。歌曲〈Soufflé〉於同年11月5日0時在各大數位音樂平臺上線。歌曲〈一派輕鬆〉於11月17至19日在HitFM全球首播，19日0時於各大音樂平臺上線。同年12月6日下午13時起，每個小時在社群平臺依序發佈專輯中十首歌曲的名人推薦影片。全專輯音源於同月7日0時正式於各大數位音樂平臺上線。實體專輯於同月17日正式發行，專輯首批於售罄後絕版，2022年2月22日開啟第二批販售，之後於同年6月再度開啟限量再版。
2022年7月14日，由五大唱片獨家預售限量珍藏透明水晶膠黑膠唱片，並於同年11月18日正式限量發行，預售首批於開啟一個小時後售罄。
2021年11月30日舉行發片記者會，並公開全專輯試聽片段。許光漢表示自己首次發片，就能與許多優秀的音樂人合作，感到非常榮幸，對他來說是一次很難忘的經驗。他透露自己對於發片這件事情，起初感到害怕甚至排斥，並不是因為不喜歡或不想唱歌，而是認為自己還沒做好準備，但公司說服他「面對任何事本來就沒有準備好的一天，遇到了就好好去做，也許它會慢慢發酵，在未來的某個時刻會回饋到你的身上」，他也在過程中找回原本喜愛唱歌的感覺。他認為自己在歌唱方面仍有許多不足，覺得自己還不能稱之為歌手，只是一個喜歡唱歌的人。許光漢認為這張專輯是一張有生命力的專輯、是他的生命紀錄，專輯中的十首歌曲各代表不同面向的自己，也代表他近幾年來的心境，希望聽眾在聆聽專輯時可以從中聽出他想傳達的訊息。由於宣傳期與許光漢劇組拍攝工作衝突，發片記者會也成為專輯唯一的公開宣傳活動。
許光漢於2022年9月3、4日在韓國首爾舉行的個人見面會《Present》中，首次演唱專輯中的歌曲〈Soufflé〉。2023年2月25日他參與《夕陽小鎮》線上音樂祭，演唱專輯中的歌曲〈Soufflé〉、〈出戲〉、〈想去哪〉及〈一派輕鬆〉。2023年8月12日他受邀擔任田馥甄的《一一巡迴演唱會》嘉賓，兩人一同演唱歌曲〈一日〉，這是他自2021年發行專輯後，首次於大型萬人舞臺上現場演唱專輯歌曲。

## 歌曲與創作
〈出戲〉由黃子源填詞、汪定中譜曲、黃少雍編曲、陳建騏擔任製作人、新生代創作歌手LINION擔任配唱製作人，為Chill Pop風格的作品，歌曲以許光漢的演員身份做延伸，讓他暫時從扮演的角色中抽離，也把現實生活的不快樂用想像力登出，身心放鬆地進入音樂世界裡讓靈魂放空。〈你殘忍可愛的傲慢〉由法蘭填詞、汪定中譜曲、鍾濰宇編曲、米奇林擔任製作人、曾獲金曲獎最佳單曲製作人獎的YELLOW 黃宣擔任配唱製作人，並邀請王若琳參與合唱，這也是她第一首男女合唱的中文歌曲，歌曲製作營造情感空間裡的距離感，描寫愛情裡的若即若離、捉摸不定，卻也早已不知不覺被吸引、掉入對方殘忍可愛的漩渦裡。
〈一派輕鬆〉由曾獲金曲獎最佳作曲人獎的歌手HUSH填詞、香港作曲家兼歌手李拾壹與音樂製作人Jerry C共同譜曲、陳建騏擔任製作及配唱製作人，歌曲描述在愛情裡被傷害、弄得身心俱疲，還要故作瀟灑，裝得一派輕鬆卻一點也不輕鬆的心理狀態，許光漢為了演繹歌曲中頹廢、假裝輕鬆的口吻，求好心切地要求重新錄音，這也成為專輯中最後完成錄製的歌曲。〈Soufflé〉由曾獲金曲獎的剃刀蔣填詞、秦旭章譜曲、王昱詠編曲、陳建騏擔任製作人、YELLOW 黃宣擔任配唱製作人，歌名取諧音「舒服累」，歌曲描述現代人在面對各種資訊爆炸和社交疲勞、既舒服又累的矛盾狀態，輕快富有節奏的曲風加上許光漢慵懶的詮釋，許光漢也認為這是他在專輯錄音時覺得唱起來最放鬆舒服的歌曲。
〈獨角獸〉由曾獲金曲獎最佳作詞人獎的葛大為填詞、馬來西亞音樂人伍家輝譜曲、張晁毓編曲、曾獲金曲獎最佳單曲製作人獎的陳君豪擔任製作人，歌詞將慢熱、孤僻的人形容為珍稀的獨角獸，描述了人不得不合群的苦衷，其實內心也渴望與自己獨處的片刻，能回到屬於自己的森林暫時喘息休憩。〈一日〉由陳鈺羲與阿超共同填詞譜曲、張晁毓編曲、陳建騏擔任製作人，歌曲以簡單的吉他和弦、合成器與弦樂組成，歌曲為陳鈺羲和阿超在遭遇人生低潮時的創作，歌詞也恰巧契合許光漢在面對外界的關注與期望之下，真實的內心感受，許光漢透露在錄製時，感覺很容易陷入歌曲之中，讓他在演唱時很有感觸。
〈揣摩〉由林建良填詞、曾獲金曲獎最佳作曲人獎的韋禮安譜曲及擔任配唱製作人，柯宏昇、孫令謙、王昱詠編曲，陳建騏擔任製作人，歌曲也以許光漢的演員身份延伸，描述在不對等的愛情關係裡的心酸卑微，費力揣摩對方喜歡的模樣，同時也重新了解自己的原樣。〈別再想見我〉是戴佩妮為許光漢量身打造的作品，其擔任創作及製作，由Martin Tang編曲，歌曲描述當與逝去的感情重逢，是否會主動向前擁抱對方，或者當對方來擁抱你時該做何反應，內心是否仍然糾結苦痛，還是已欣然放下，寫出了這樣的內心獨白。
〈淡季動物園〉由陳信延填詞、溫偉杰譜曲，新生代音樂人鶴 The Crane編曲、並與陳君豪共同擔任製作人，歌曲描述在動物園裡，兩個人在愛情發生前的相互試探與內心戲，歌詞巧妙將動物們喻為旁觀者，面對這親密又疏離的情景，無法開口只能紛紛嘆息。〈想去哪〉由曾獲金音創作獎的張伍填詞、蔡旻佑和米奇林譜曲、李九慕和Déjà Fu編曲、米奇林和Déjà Fu擔任製作人，打造出一首Dream Pop風格的作品，歌曲以失真的人聲處理營造彷彿置身夢境的空間感，描述無法擺脫無能為力的現實，至少在音樂的世界裡，可以漫無目的地想去哪就去哪。

## 音樂錄影帶
〈別再想見我〉於2020年11月13日發布音樂錄影帶，由曾與許光漢合作影集《罪夢者》的陳映蓉執導，尹馨、許光漢、徐華謙主演，劇情以電影短片手法在單一場景拍攝，全程由三位演員演繹複雜細膩的情感流動。
〈Soufflé〉於2021年11月5日中午12時發布音樂錄影帶，由導演半獸 HAN-SOUL與視覺創意Yii Ooi跨界合作執導，並與多位藝術家與動畫團隊合作，潛入超現實、怪誕又天馬行空的潛意識夢境之中。
〈一派輕鬆〉於2021年11月23日中午12時發布音樂錄影帶，由曾獲台北電影獎的許智彥執導，劇情以倒敘手法拍攝，從男孩斷片後在街頭醒來、穿梭城市街道，一步步拼湊重組失戀的記憶片段。
〈一日〉於2021年12月7日中午12時發布音樂錄影帶，由曾入圍金曲獎最佳MV獎的黃婕妤執導，許光漢、白潤音主演、張軒睿參與特別演出，白潤音飾演許光漢的內在小孩，而許光漢的現實好友張軒睿則友情出演，展現兩人私下的好感情，場景全程在汽車內以一鏡到底手法拍攝，車內代表許光漢的內心世界，隨著鏡頭緩緩轉動，帶出許光漢在各種經歷中的心境變化。
〈你殘忍可愛的傲慢〉於2021年12月29日中午12時發布音樂錄影帶，由身在美國紐約的新銳導演高承楷遠距執導，參與歌曲合唱的王若琳亦受邀參與演出，影像營造出視覺空間感，表現深陷愛情裡侵入、探索與未知的各種狀態，像是一部浪漫科幻電影，許光漢在劇情裡是在愛情角力戰裡無法倖免、被波及留下傷痕的人，王若琳則是讓對方深陷、殘忍可愛的魅惑角色。

## 迴響與評價

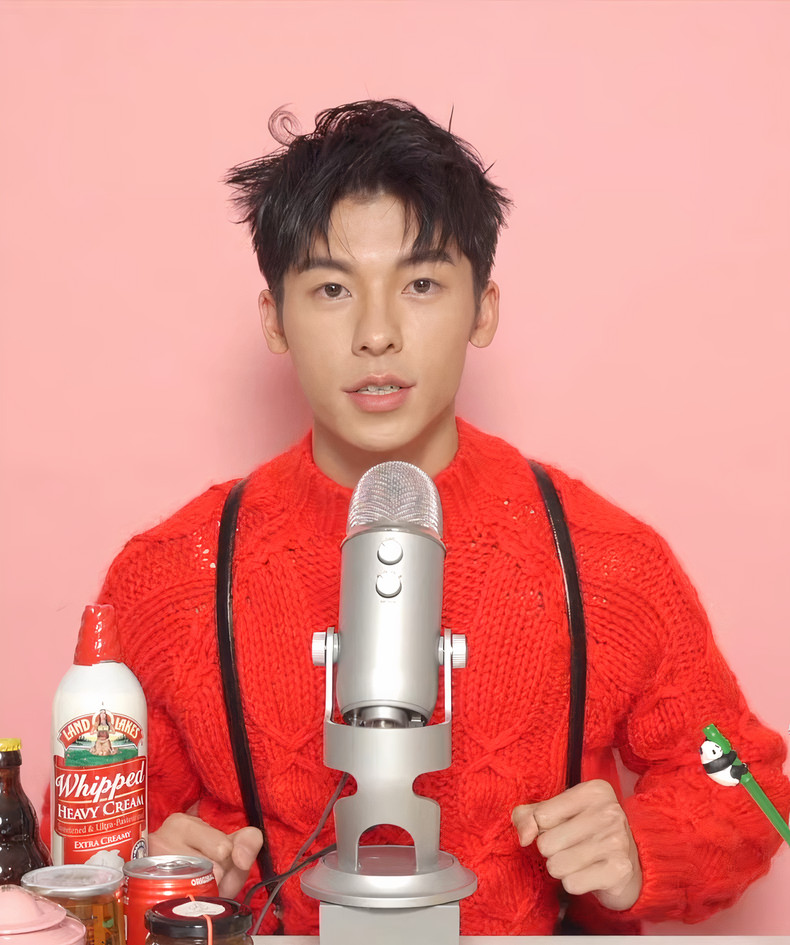
許光漢從演員跨足歌壇發行首張專輯，即以新人之姿入圍金曲獎。

《許光漢》取得不錯的商業成績。發售前，專輯預售版便登上博客來暢銷榜冠軍。發行當週，專輯空降五大唱片五大金榜冠軍，是2021年該榜個人歌手銷售占比最高的專輯，銷量達30.13%。《許光漢》還排在i radio 金曲榜華語榜亞軍，以及佳佳唱片、光南大批發華語音樂銷售排行榜第4名。專輯亦排在博客來年榜第10、佳佳唱片年榜第12名，專輯的CD版與黑膠版分別排在五大唱片年榜第12和第11名。
專輯中的歌曲進入多個音樂排行榜。〈Soufflé〉於2021年11月14日的飛碟聯播網「幽浮勁碟排行榜」獲得第6名，〈一派輕鬆〉於同年12月5日獲得該榜冠軍，〈一日〉於同年12月12日獲得該榜第2名、之後於同月26日獲得冠軍；〈你殘忍可愛的傲慢〉於2022年1月9日、1月16日兩週獲得該榜第4名。而在HITO中文排行榜，〈別再想見我〉排在第1，〈Soufflé〉排在第3，〈一派輕鬆〉和〈一日〉排在第4，〈你殘忍可愛的傲慢〉則排在第5名。〈一派輕鬆〉於同年12月13日的「iRadio 金曲排行榜」獲得亞軍，〈一日〉則於同年12月20日獲得該榜第4名。〈一派輕鬆〉於2022年1月8日獲得馬來西亞電台GoXuan音樂排行榜第223期冠軍。〈你殘忍可愛的傲慢〉於2022年1月17日的好事聯播網「BEST 好歌榜」獲得第4名。歌曲年榜方面，〈Soufflé〉登上2021年飛碟聯播網「華語年度排行榜」第15名。〈一派輕鬆〉獲得2021年HitFM年度百首單曲票選第95名。
《許光漢》獲得普遍正面的評價。Freshmusic音樂雜誌樂評1319覺得這張專輯在聽感上貫穿舒緩氛圍與空間感，不刻意化繁為簡、不過分渲染、輕巧而剛好，他認為專輯曲風呈現連貫且一致的音樂美感，並用歌曲表達出歌手本身的人格特質；他認為許光漢對於歌曲演繹的表達和想法尚有不足之處，但可在部分歌曲中聽到其嗓音的靈活性，仍可預想許多可能性。同為Freshmusic樂評的老黃瓜認為這張專輯是華語流行樂壇的減法美學代表，編曲一率採極簡編制，樂器使用的線條也很克制且乾淨，聲響豐富卻聽感輕盈，讓整張專輯的調性舒服具貫穿性，是企劃與收歌精準的良好示範；在專輯中能聽到許光漢對於演唱的不自信，是目前需要根本解決的問題。音樂評論者吉米哥認為這張專輯獲得的正面評價，不全然來自許光漢的歌唱能力，更多是歸功於專輯製作人陳建騏領軍的製作團隊，專輯在選歌上別出心裁，讓已被定位為演員的許光漢，有做為唱片新人被重新檢視的機會。他認為許光漢固然有唱功，但專輯製作精良才是讓他進入金曲獎殿堂的基石。

## 曲目
| 曲序     | 曲目                                       |             | 作曲             | 编曲                  | 製作人                | 备注         | 时长  |
| -------- | ------------------------------------------ | ----------- | ---------------- | --------------------- | --------------------- | ------------ | ----- |
| 1.       | 出戲（Zone Out）                           | 黃子源      | 汪定中           | 黃少雍                | 陳建騏                |              | 3:25  |
| 2.       | 你殘忍可愛的傲慢（Good Night, Good Night） | 法蘭        | 汪定中           | 鍾濰宇                | 米奇林                | Feat. 王若琳 | 4:02  |
| 3.       | 一派輕鬆（I Couldn't Care Less）           | HUSH        | 李拾壹 Jerry C   | Jerry C               | 陳建騏                |              | 3:30  |
| 4.       | Soufflé                                    | 剃刀蔣      | 秦旭章（守夜人） | 王昱詠                | 陳建騏                |              | 3:10  |
| 5.       | 獨角獸（Loner）                            | 葛大為      | 伍家輝           | 張晁毓                | 陳君豪                |              | 4:14  |
| 6.       | 一日（One Day At A Time）                  | 陳鈺羲 阿超 | 陳鈺羲 阿超      | 張晁毓                | 陳建騏                |              | 4:45  |
| 7.       | 揣摩（Figure You Out）                     | 林建良      | 韋禮安           | 柯宏昇 孫令謙 王昱詠  | 陳建騏                |              | 3:51  |
| 8.       | 別再想見我（Yesterday No More）            | 戴佩妮      | 戴佩妮           | Martin Tang           | 戴佩妮                | 先行單曲     | 4:30  |
| 9.       | 淡季動物園（Our Day In The Zoo）           | 陳信延      | 溫偉             | 鶴 The Crane          | 鶴 The Crane 陳君豪   |              | 3:00  |
| 10.      | 想去哪（Chill Out）                        | 張伍        | 蔡旻佑 米奇林    | 李九慕 海大富 Déjà Fu | 米奇林 海大富 Déjà Fu |              | 3:31  |
| 总时长： | 总时长：                                   | 总时长：    | 总时长：         | 总时长：              | 总时长：              | 总时长：     | 37:58 |

## 製作團隊
資料來自專輯內頁。
- LINION — 配唱製作 （＃1）
- YELLOW 黃宣 — 配唱製作 （＃2、4）、和聲 （＃2）
- 陳建騏 — 配唱製作 （＃3、6）、母帶後期處理製作 （＃3、4、6）
- 韋禮安 — 配唱製作 （＃7）
- 布蘭地 — 和聲編寫、和聲 （＃1、7）
- 許光漢 — 和聲 （＃2、10）
- 王若琳 — 和聲 （＃2）
- HUSH — 和聲編寫、和聲 （＃3）
- 吳獻 — 和聲編寫、和聲 （＃4）
- 梁世達 — 和聲編寫、和聲 （＃6）
- 黃則翔 — 和聲編寫、和聲 （＃8）
- 鶴 The Crane — 和聲、和聲編寫、合成器／電鋼琴／鼓取樣 （＃9）
- LÜCY — 和聲 （＃10）
- LEE — 和聲 （＃10）
- 森銘 — 執行製作 （＃2、10）
- 吳貞儀 — 執行製作、和聲編寫 （＃8）
- Jerry C — 吉他 （＃3）
- 魯綱宇 — 吉他 （＃3）
- 翁光煒 — 吉他 （＃4）
- 梁方文 — 吉他 （＃4）
- 周顯哲 — 吉他 （＃5）
- 陳鈺羲 — 吉他 （＃6）
- 殷陽 — 木吉他 （＃7）
- 陳君豪（成績好工作室） — 木吉他 （＃9）
- 沈裕紘 — 電吉他 （＃7）
- 柯遵毓 — 貝斯 （＃3）、合成器 （＃6）
- 陳紀烽 — 貝斯 （＃7）
- 賴聖文 — 鼓 （＃3、7）
- 江尚謙 — 鼓 （＃5）
- 張晁毓 — 鋼琴、弦樂編寫 （＃5）、合成器 （＃5、6）、弦樂監製 （＃6）
- 曜爆甘音樂工作室 — 弦樂 （＃6）
- 孫令謙 — 弦樂編寫 （＃7）
- 許義昕 — 弦樂監製 （＃7）
- WOT Music 我的音樂製作 — 弦樂 （＃7）
- 巨壬藝術弦樂團 — 弦樂四重奏 （＃8）
- 蔡曜宇 — 第一小提琴 （＃6）
- 張鈞雅 — 第一小提琴 （＃8）
- 黃雨柔 — 第二小提琴 （＃6）
- 黎劭璇 — 第二小提琴 （＃8）
- 張譽耀 — 小提琴第一部 （＃7）
- 金昫祈 — 小提琴第一部 （＃7）
- 陳柏邑 — 小提琴第一部 （＃7）
- 盧思蒨 — 小提琴第二部 （＃7）
- 黃琪雯 — 小提琴第二部 （＃7）
- 顏毓恒 — 小提琴第二部 （＃7）
- 甘威鵬 — 中提琴 （＃6）
- 袁繹晴 — 中提琴 （＃7）
- 陳若凡 — 中提琴 （＃7）
- 吳惠琪 — 中提琴 （＃8）
- 劉涵（隱分子） — 大提琴 （＃6）
- 吳登凱 — 大提琴 （＃7）
- 江瑜庭 — 大提琴 （＃7）
- 黃盈媛 — 大提琴 （＃8）
- 陳以霖 — 錄音師 （＃1、3、4、6、7）
- 單為明 — 錄音師 （＃3、6、7）
- 莊鈞智 — 錄音師、混音師 （＃4）
- 林尚伯 — 錄音師 （＃7）
- 王永鈞 — 錄音師 （＃8）
- 陳文駿 — 混音師 （＃1）、錄音師 （＃2、10）
- 黃文萱 — 混音師 （＃2、9、10）
- Simon Li — 混音師 （＃3）
- 沈冠霖 — 混音師 （＃5）、製作助理 （＃5、9）、樂器錄音師 （＃9）
- 林正忠 — 混音師 （＃6、8）
- Purring Sound Studio — 混音師 （＃9、10）
- 葉育軒 — 人聲錄音師 （＃5、9）
- 錢煒安 — 鼓組錄音師 （＃5）
- 世政 — 錄音助理 （＃6）
- 凌倩 — 錄音助理 （＃8）
- 曾東鋐 — 錄音助理 （＃8）
- 彭騰緯 — 錄音助理 （＃8）
- 孫仲舒 — 母帶後期處理工程師 （＃3、4、6、8）
- 完美聲音錄音室 — 錄音室 （＃1、3、4、6、7）、混音室 （＃4）
- Lights Up Studio — 錄音室 （＃3、6）
- 強力錄音室 — 錄音室 （＃2、8、10）、混音室 （＃1、2）
- nOiz — 混音室 （＃3、7）
- 小公園 — 混音室 （＃5）
- 白金錄音室 — 混音室 （＃6、8）
- BB Road Studio — 人聲錄音室 （＃5）、錄音室 （＃9）
- 112F Studio — 鼓組錄音室 （＃5）
- 饅頭工作室 — 母帶後期處理錄音室 （＃3、4、6）
- 鈺德科技股份有限公司 — 母帶後期處理錄音室 （＃8）

## 榜單成績

### 週榜
| 榜單                                 | 最高名次 |
| ------------------------------------ | -------- |
| 臺灣（博客來暢銷榜）                 | 1        |
| 臺灣（五大唱片五大金榜）             | 1        |
| 臺灣（佳佳唱片華語音樂銷售排行榜）   | 4        |
| 臺灣（光南大批發華語音樂銷售排行榜） | 4        |
| 臺灣（i radio 金曲榜華語榜）         | 2        |

### 年榜
| 榜單                               | 最高名次 |
| ---------------------------------- | -------- |
| 臺灣（博客來暢銷榜）               | 10       |
| 臺灣（五大唱片五大年度金榜）       | 12       |
| 臺灣（五大唱片五大年度金榜） 黑膠  | 11       |
| 臺灣（佳佳唱片華語音樂銷售排行榜） | 12       |

## 獎項
| 單位                                   | 日期          | 獎項                    | 作品                        | 結果         | 備註   |
| -------------------------------------- | ------------- | ----------------------- | --------------------------- | ------------ | ------ |
| 2021 加拿大至HIT中文歌曲排行榜年度總選 | 2022年2月1日  | 至HIT推崇新歌手（國語） | 至HIT推崇新歌手（國語）     | 獲獎         | [ 67 ] |
| Hito流行音樂獎                         | 2022年5月28日 | HITO最受歡迎新人        | HITO最受歡迎新人            | 獲獎         | [ 68 ] |
| Hito流行音樂獎                         | 2022年5月28日 | HITO作曲人              | 李拾壹、Jerry C〈一派輕鬆〉 | 獲獎         | [ 68 ] |
| 第15屆 Freshmusic Awards               | 2022年6月24日 | 最佳新人                | 最佳新人                    | 提名         | [ 69 ] |
| 第15屆 Freshmusic Awards               | 2022年6月24日 | 年度10大專輯            | 年度10大專輯                | 提名         | [ 69 ] |
| 第15屆 Freshmusic Awards               | 2022年6月24日 | 年度10大單曲            | 〈你殘忍可愛的傲慢〉        | 入圍初选名单 | [ 70 ] |
| 金曲獎                                 | 2022年7月2日  | 最佳新人獎              | 最佳新人獎                  | 提名         | [ 71 ] |
| 新加坡 8th LAVENDER MUSIC AWARDS       | 2023年5月     | 十大年度專輯            | 十大年度專輯                | 獲獎         | [ 72 ] |
| 新加坡 8th LAVENDER MUSIC AWARDS       | 2023年5月     | 最佳新人獎              | 最佳新人獎                  | 提名         | [ 72 ] |

## 外部連結
- 何樂音樂官方網站 （页面存档备份，存于） （繁體中文）
- YouTube上的許光漢官方專屬頻道 （繁體中文）
- YouTube上的何樂音樂 PQP MUSIC頻道 （繁體中文）